# 大相撲宝暦8年3月場所
大相撲宝暦8年3月場所（おおずもうほうれき8ねん3がつばしょ）は、宝暦8年（1758年）3月に開催された江戸相撲（大相撲の前身）の本場所。興行場所は深川八幡宮境内。

## 幕内番付・星取表
| 東              | 東   | 東             | 番付      | 西             | 西   | 西              |
| 備考            | 成績 | 力士名         | 番付      | 力士名         | 成績 | 備考            |
| --------------- | ---- | -------------- | --------- | -------------- | ---- | --------------- |
| 新大関（第3代） | -    | 大瀧森右エ門   | 大関      | 鏡山沖野右エ門 | -    | 新大関（第4代） |
|                 | -    | 生駒山岨右エ門 | 関脇      | 源氏山住右エ門 | -    |                 |
|                 | -    | 大鳴戸淀右エ門 | 小結      | 礒碇濱右エ門   | -    |                 |
|                 | -    | 小松山音右エ門 | 前頭筆頭  | 四ツ車大八     | -    |                 |
|                 | -    | 大瀬戸濱右エ門 | 前頭2枚目 | 宮城野里右エ門 | -    |                 |
|                 | -    | 不知火光右エ門 | 前頭3枚目 | 白川関右エ門   | -    |                 |
|                 | -    | 関貫曽右エ門   | 前頭4枚目 | 関ノ戸億右エ門 | -    |                 |
|                 | -    | 柏嶋段右エ門   | 前頭5枚目 | 檀ノ浦灘右エ門 | -    |                 |
|                 | -    | 盤井川逸八     | 前頭6枚目 | 八ツ橋沢右エ門 | -    |                 |
|                 |      |                | 前頭7枚目 | 山姿音右エ門   | -    |                 |

## 備考
- 星取は明らかになっていない。
- 東方を東北・西日本出身の力士、西方を江戸出身力士が占めた[1]。
- この場所の看板大関は、東は上方相撲から大瀧を招聘、西は鏡山を起用した。大瀧は江戸場所はこの1場所のみだったが、前後して上方での相撲歴が存在する。一方、鏡山の力量は全く明らかになっていない。[要出典]